# Естрен
Естрен (фр. Estrun) насеље је и општина у североисточној Француској у региону Север-Па д Кале, у департману Север која припада префектури Камбре.
По подацима из 2011. године у општини је живело 683 становника, а густина насељености је износила 242,2 становника/km². Општина се простире на површини од 2,82 km². Налази се на средњој надморској висини од 52 метара (максималној 72 m, а минималној 34 m).

## Демографија
| 1962. | 1968. | 1975. | 1982. | 1990. | 1999. | 2011. |
| ----- | ----- | ----- | ----- | ----- | ----- | ----- |
| 426   | 502   | 460   | 464   | 441   | 421   | 683   |

График промене броја становника у току последњих година